# Höchte
Höchte is een langgerekt gehucht in de gemeente Stadskanaal. Het ligt in het noordwesten van de gemeente, aan de oude weg van Stadskanaal naar Alteveer.
Na de markeverdeling van Onstwedde vanaf 1826 ontstond het gehucht vanaf 1852 als een van de plekken waar het veen werd ontgonnen.
Aan de noordkant van het gehucht, vlak bij Alteveer ligt een morene van 10 meter hoog. Deze heuvel maakt deel uit van de Onstwedder Holte.
Dorpen:
Alteveer (deels) · Ceresdorp · Kopstukken · Mussel · Musselkanaal · Onstwedde · Smeerling · Stadskanaal

Gehuchten: Barlage · Blekslage · Braamberg · Höchte · Horsten · Sterenborg · Ter Wupping · Vledderhuizen · Vledderveen · Vosseberg

Buurtschappen: Höfte · Holte · Oomsberg · Tange · Ter Maarsch · Veenhuizen · Wessinghuizen

Kanalen: Stadskanaal · Musselkanaal · Mussel-Aa-kanaal      Bos: Dr. Hommesbos

Groningen: Steden en dorpen      Nederland: Provincies · Gemeenten